# Obršani
Obršani (makedonska: Обршани) är en ort i Nordmakedonien.   Den ligger i kommunen Krivogaštani, i den sydvästra delen av landet, 80 km söder om huvudstaden Skopje. Obršani ligger 597 meter över havet och antalet invånare är 1 138.